# Baltasar Obregón
Baltasar Obregón (1534) è stato un cartografo e geografo spagnolo noto soprattutto per il suo lavoro durante l'esplorazione e la mappatura delle terre del Nuovo Mondo, in particolare quelle della Nuova Spagna. La sua figura è emersa in relazione alla famosa spedizione di Ibarra del 1564, che contribuì in modo significativo alla comprensione delle geografie e dei paesaggi del territorio messicano.
Sebbene non ci siano molte informazioni sulla vita personale di Obregón, il suo impatto come cartografo ed esploratore è notevole. La sua opera si inserisce nel più ampio contesto delle esplorazioni spagnole in America, che durante il XVI secolo contribuirono alla comprensione e alla mappatura del Nuovo Mondo. Le mappe di Obregón continuano a essere un'importante risorsa per gli storici e i geografi.

## Biografia

### La spedizione di Ibarra (1564)
La spedizione di Francisco Ibarra è una delle principali fonti storiche per lo studio della geografia della Nuova Spagna. Durante l'impresa, che si estese attraverso il deserto del Sonora e altre aree settentrionali del Messico, Obregón realizzò numerosi disegni e mappe che documentavano i paesaggi naturali, le risorse idriche, e le terre selvagge del nord del Messico, contribuendo notevolmente alla cartografia dell'epoca.
Obregón era impegnato principalmente nella creazione di rappresentazioni visive del paesaggio, che furono poi utilizzate per comprendere meglio le difficoltà geografiche e il potenziale di colonizzazione delle nuove terre. Le sue mappe e i suoi disegni divennero una risorsa preziosa per i cartografi e gli esploratori successivi.

### Il contributo cartografico
Obregón è noto per aver documentato l’ambiente naturale in maniera dettagliata. Le sue mappe e i suoi disegni hanno permesso agli storici e agli studiosi moderni di ricostruire un quadro chiaro della geografia della Nuova Spagna, in particolare delle terre settentrionali, che erano di difficile accesso e poco conosciute all'epoca. Le sue rappresentazioni visive sono considerate tra le prime documentazioni accurate del paesaggio del Messico settentrionale, e sono studiate ancora oggi per la loro importanza storica e cartografica.

## Opere
- Historia de los descubrimientos de Nueva España.[6]